# Cantó de Marange-Silvange
El cantó de Marange-Silvange és un cantó francès del departament del Mosel·la, situat al districte de Metz-Campagne. Té 12 municipis i el cap és Marange-Silvange.

## Municipis
- Amanvillers
- Bronvaux
- Fèves
- Marange-Silvange
- Montois-la-Montagne
- Norroy-le-Veneur
- Pierrevillers
- Plesnois
- Roncourt
- Sainte-Marie-aux-Chênes
- Saint-Privat-la-Montagne
- Saulny

## Història
| Data d'elecció                           | Identitat        | Partit | Qualitat |
| ---------------------------------------- | ---------------- | ------ | -------- |
| 1985-1998                                | Bernard Deramaix | UDF    |          |
| 1998-                                    | Marcel Klammers  | PS     |          |
| les dades anteriors no són pas conegudes |                  |        |          |
|                                          |                  |        |          |

## Demografia
| A partir de 1990 : Població sense dobles comptes |